# Vărădia de Mureș
Vărădia de Mureș là một xã thuộc hạt Arad, România. Dân số thời điểm năm 2002 là 2117 người.